# 検事・悪玉
『検事・悪玉』（けんじ あくだま）は、2016年から2018年まで朝日放送テレビの制作により、テレビ朝日系で放送されていたテレビドラマシリーズ。主演は橋爪功。
放送枠は（「土曜プライム」の一企画に降格前の）「土曜ワイド劇場」（第1作）、「日曜プライム・ドラマスペシャル」（第2作）。

## 登場人物

### 東京地検第一支部
阿久田正紀
演 - 橋爪功
検事。偏屈で一筋縄ではいかない。口も悪く、ズケズケ物を言う。通称は「悪玉」。
木暮省吾
演 - 六角精児
事務官。

### 警視庁捜査一課
善田まなみ
演 - 真野恵里菜
中野中央署交通課から捜査一課に異動してきた若手刑事。善田まなみという名前にちなみ、「善玉」と呼ばれている。
白岩雄一
演 - 渡辺穣
刑事。
宮原哲司
演 - 山崎一
階級は警部。まなみの上司。

### その他
桑村良雄
演 - 佐戸井けん太
解剖医。

### ゲスト
第1作「その男、危険！事件解決のためなら手段を選ばぬ毒舌検事vs正義感あふれる美女刑事！覆面男が仕組む劇場型連続殺人!!」（2016年）
- 葛西春菜（キャバクラ嬢） - 我妻三輪子
- 入江千香（キャバクラ嬢・庄野の交際相手） - 柳ゆり菜
- 篠原雅司（拓也の兄） - 斉藤祥太
- 穂積草太（警視庁捜査一課 刑事） - 陳内将
- 水野真衣子（茜の母） - 原久美子
- 木川絵里（島浦の娘） - 柊瑠美
- 今野隆（愉快犯） - 今野浩喜
- 深見（ゴシップ誌「週刊スプラッシュ」編集長） - 岡部たかし
- 島浦太一（ホームレス・5年前の被害者） - 田口主将
- 野崎伸彦（東京少年刑務所 服役囚） - 山根和馬
- 庄野一真（大学生） - 松永拓野
- 鎌田裕志（被害者） - 小中文太
- 新井彩香（主婦） - 椎名歩美
- 新井俊平（彩香の夫） - 清田智彦
- 水野茜（女子大生・庄野のレイプ被害者） - 遠藤瞳
- 篠原拓也（先月死亡） - 中山龍也
- 三田卓（桑村の助手） - 千葉勇佑
- 篠原成美（拓也と雅司の母） - 鷲尾真知子
- 柳耕太郎（元刑事） - 中原丈雄

第2作（2018年）
- 葛西修平（参議院議員をめざすタレント・元戦隊ヒーロー〈コスモ戦隊 マーズレッド役〉） - 金子昇（幼少期：加賀谷光輝）
- 天野安恵（幸福叶界 ナンバー2） - 西尾まり
- 重盛正俊（元警警官） - 不破万作
- 沖田和美（博愛の杖 代表） - 渡辺梓
- 村上祐一（星川幹事長の秘書） - 赤堀二英
- 岡崎英也（佐山の秘書） - 今里真
- 井原常夫（勇名党 古参議員） - 中平良夫
- 佐山高史（勇名党 議員） - 川井つと
- 30年前のカルト教団の教祖 - 龍坐
- 記者 - 河本千明
- 屈強な男 - 奈良健志
- 最上信子（幸福叶界 代表・通称「界王様」） - 床嶋佳子（14歳：髙木彩那）
- 志神恭司（警視庁捜査一課 管理官・通称「シニガミ様」） - 木下ほうか

## スタッフ
- 脚本 - 山岡潤平
- 監督 - 本田隆一
- テーマ曲 - 未知瑠
- 音楽プロデューサー - 篠崎恵子
- 法律監修 - 成田茂
- 技術協力 - アップサイド
- 美術協力 - 東宝映像美術
- ポスプロ - 松竹映像センター
- プロデューサー - 飯田新（朝日放送テレビ）、原克子（松竹）、嶋村希保（松竹）
- プロダクション協力 - 松竹撮影所東京スタジオ
- 制作 - 朝日放送テレビ、松竹

## 放送日程
| 話数 | 放送日        | サブタイトル                                                                                                   | 脚本     | 監督     |
| ---- | ------------- | --- | -------- | -------- |
| 1    | 2016年3月19日 | その男、危険！ 事件解決のためなら手段を選ばぬ毒舌検事vs正義感あふれる美女刑事！ 覆面男が仕組む劇場型連続殺人!! | 山岡潤平 | 本田隆一 |
| 2    | 2018年6月10日 | | 山岡潤平 | 本田隆一 |